# Synagogue Ahrida d'Istanbul
La synagogue Ahrida (Ohrid) est l'une des plus anciennes synagogues d'Istanbul, en Turquie. Elle est située à Balat, un vieux quartier juif de la ville.

## Histoire
Elle a été construite par les Romaniotes (Juifs macédoniens), datant des années 1430, tirant son nom de la ville d'Ohrid (appelée Ahrid en grec) dans ce qui était alors l'Empire ottoman et est aujourd'hui la Macédoine du Nord .  Les Juifs séfarades sont arrivés dans l'Empire ottoman depuis la péninsule ibérique à partir de 1492, et ont rapidement été un groupe de Juifs plus important que les Romaniotes. Les Romaniotes d'Istanbul, comme dans de nombreuses communautés, y compris Thessalonique, se sont assimilés à la culture séfarade et ont adopté la liturgie séfarade ainsi que la langue des séfarades, le Judéo-espagnol. Le bâtiment de la synagogue, l'une des deux anciennes synagogues de la Corne d'Or d'Istanbul, a été rénové en 1992 par la Quincentennial Foundation, pour célébrer le 500e anniversaire de l'arrivée des Juifs séfarades dans l'Empire ottoman. La synagogue Ahrida est connue pour sa tevah (arche de Noë) en forme de bateau (la plate-forme de lecture, connue dans les communautés ashkénazes sous le nom de bimah) . La synagogue Ahrida est également la seule synagogue d'Istanbul où Sabbatai Tsevi, fondateur du mouvement juif sabbatéen, a prié .

## Voir également
- Histoire des juifs en Turquie
- Liste des synagogues en Turquie
- Romaniotes
- Histoire des juifs en Grèce
- Juifs séfarades